# Меч на Сталинград
Мечът на Сталинград (на английски: Sword of Stalingrad; на руски: Меч Сталингра́да) е почетна награда за съветските защитници на Сталинград.
Той е украсен със скъпоценни камъни дълъг меч за церемониална употреба, специално изкован и гравиран по заповед на крал Джордж VI от Обединеното кралство като знак на почит от британския народ към съветските защитници на града по време на битката за Сталинград.
На 29 ноември 1943 г. е връчен на маршал Йосиф Сталин от британския министър-председател Уинстън Чърчил на церемония по време на Техеранската конференция в присъствието на президента Франклин Д. Рузвелт и почетен караул.

## Описание
Това е дълъг меч с дръжка за 2 ръце, 2 остриета, солидна сребърна ръкохватка и дължина около 120 см. На острието има гравюра, където може да се прочете на руски и английски:
| „ | На стоманения дух на гражданите на Сталинград — Подарък от крал Джордж VI — В знак на почит от британския народ. | “ |

Дръжката е нанизана с 18-каратова златна нишка, а краят на ръкохватката ѝ е изработен от прозрачен кварц със златната роза на Англия в горната част. Всеки от краищата на неговите десетсантиметрови предпазители е издълбан във формата на глава на леопард и е покрит със злато.
Неговото 90 см двуостро острие е лещовидно в централната си част и е ръчно изковано с най-добрата Шефилдска стомана. Ножницата е изработена от персийска агнешка кожа и боядисана в червено. Някои източници предполагат, че е използвана мароканска кожа. Ножницата е украсена с кралския герб и кралския монограм в позлатено сребро с пет сребърни опори и три рубина, монтирани върху златни звезди. По това време той се смята за един от последните шедьоври в занаятчийското коване на мечове.

## Производство
Оригиналният дизайн е направен от Реджиналд Глидоу, професор по изящни изкуства в Оксфордския университет, и е одобрен от краля. Комисия от девет майстори от Goldsmiths' Hall контролира изпълнението на работата. Руската фраза е одобрена от сър Елис Ховел Минс, експерт по славянска иконография и президент на Pembroke College, Кеймбридж.
Компанията Wilkinson Sword отговаря за производството му по поръчка на майсторите на мечове Том Бийзли и Сид Раус, калиграфа на MC Oliver и Лесли Г. Дърбин от Кралските военновъздушни сили. Стоманата за острието идва от компанията Sanderson Brothers и Newbould от Шефилд. Завършването на целия проект отнема около три месеца.

## Презентация
Официалното представяне се състои, докато тримата велики лидери на съюзниците (Чърчил, Рузвелт и Сталин) имат среща в съветското посолство в Техеран през ноември 1943 г. Тази среща, известна като Техеранската конференция, е мястото, където са финализирани плановете за операция „Овърлорд“.
Със закъснение от три часа основните лидери и техните делегации се събират в голямата конферентна зала на посолството, заедно с британска и съветска почетна гвардия, подредени от двете страни на стаята. Уинстън Чърчил, облечен в синята си комодорска униформа на Кралските военновъздушни сили, влиза в стаята, докато съветски военен оркестър свири God Save the King и Internationale. Чърчил взима меча от лейтенанта и обръщайки се към Йосиф Сталин, заявява: „Наредено ми е да представя този почетен меч в знак на почит от британския народ“. Сталин взима меча и целува ножницата му, мълчаливо ѝ благодарейки. След това той показва меча на Рузвелт, който остава седнал, и като разглежда острието и го вдига високо, казвайки: „Те наистина имат дух на стомана“.
В края на церемонията Сталин неочаквано предава сабята на един от своите най-стари и най-верни командири Климент Ворошилов. Ворошилов е донякъде изненадан от движението и го хваща от грешната страна, карайки меча да се изплъзне от ножницата и да падне. Наблюдателите се различават по въпроса дали удря крака му, изтрополява на пода или е уловен навреме, за да бъде върнат в ножницата с ловко движение.

## Предоставяне
Преди официалното му представяне мечът е изложен пред публика в Обединеното кралство, включително Уестминстърското абатство. Оригиналът към 2024 г. е изложен в Музея на Сталинградската битка във Волгоград.